# Medley : Rip It Up / Shake, Rattle and Roll / Blue Suede Shoes
Pistes inédites de Anthology 3
Teddy Boy All Things Must Pass
Medley : Rip It Up / Shake, Rattle and Roll / Blue Suede Shoes est un pot-pourri de reprises de chansons que les Beatles jouaient à Liverpool et à Hambourg en début de carrière, enregistré en janvier 1969. C'est un montage de trois enregistrements distincts, publié sur le disque Anthology 3 en 1996.

## Historique
Pendant vingt-et-un jours, entre le 2 et le 31 janvier 1969, les Beatles sont en studio devant les caméras pour un projet, initié par Paul McCartney, intitulé « Get Back » qui marque un retour aux sources pour le groupe. En effet, la période psychédélique de Pepper et Magical Mystery Tour derrière eux et avec les séances de l'« Album blanc » terminées, où les musiciens ont plutôt travaillés en artistes solo sous une bannière commune, McCartney veut reproduire leur début de carrière et faire un album avec une dynamique d'un groupe rock soudé. Les Beatles travaillent donc sur plusieurs chansons originales et reprennent aussi des titres qui ont marqué leur adolescence. Bien que le projet initial semble être un échec, le disque Let It Be et un film en seront tirés l'année suivante.
Le 26 janvier 1969, les Beatles, accompagnés de Billy Preston, se sont amusés à reprendre plusieurs chansons datant surtout des années 1950. Rip It Up est une chanson de Little Richard, Shake, Rattle and Roll a été popularisée par Bill Haley & His Comets et la dernière, Blue Suede Shoes, est calquée sur la version originelle par Carl Perkins. Ce montage est créé et inclus dans le disque Anthology 3 paru en 1996. On peut voir une partie de ce medley dans le film de Michael Lindsay-Hogg en 1970 et, en 2021, dans le troisième épisode du documentaire The Beatles : Get Back de Peter Jackson. Outre ces trois chansons retenues pour cette suite, plusieurs autres titres ont été tentés au cours de la journée; Great Balls of Fire, High School Confidential, The Tracks of My Tears, Kansas City, Miss Ann (en) et  Lawdy Miss Clawdy, ces trois dernières entendues dans le film Let It Be, en plus de deux autres qu'ils avaient déjà enregistrées en début de carrière, Twist And Shout et You Really Got a Hold on Me. Cette dernière prestation est aussi incluse dans le film.

## Personnel

### Interprètes
- John Lennon – chant, guitare basse
- Paul McCartney – chant, piano
- George Harrison – guitare électrique
- Ringo Starr – batterie
- Billy Preston – orgue Hammond

### Équipe technique
- George Martin – producteur
- Glyn Johns – ingénieur du son